# Dongjing, Guangxi
Dongjing (kinesiska: 洞井瑶族乡, 洞井) är en socken i Kina. Den ligger i den autonoma regionen Guangxi, i den södra delen av landet, omkring 370 kilometer nordost om regionhuvudstaden Nanning. Antalet invånare är 7451. Befolkningen består av 3 603 kvinnor och 3 848 män. Barn under 15 år utgör 19,0 %, vuxna 15-64 år 69 %, och äldre över 65 år 11,0 %.
Genomsnittlig årsnederbörd är 2 325 millimeter. Den regnigaste månaden är juni, med i genomsnitt 414 mm nederbörd, och den torraste är oktober, med 54 mm nederbörd.